# Ireneusz Żurawski
Ireneusz Leszek Żurawski (ur. 26 kwietnia 1960 w Jaworze) – polski ekonomista, bezpartyjny samorządowiec, były burmistrz miasta Złotoryja w latach 2002–2014, od 2016 przewodniczący Rady Powiatu Złotoryjskiego.
Przez prawie 20 lat zajmował kierownicze stanowiska w Poczcie Polskiej. Od 1990 do 1996 (a także w 2002 ) naczelnik poczty w Złotoryi, a od 1996 do 2002 roku zastępca dyrektora Rejonowego Urzędu Poczty w Legnicy. 
Członek Polskiego Bractwa Kopaczy Złota. Na Mistrzostwach Świata w Płukaniu Złota, które odbyły się w Złotoryi w 2000 pełnił funkcję szefa zespołu ds. sędziowskich. 
Od 2007 do 2015 członek Rady Nadzorczej Legnickiej Specjalnej Strefy Ekonomicznej (jako przedstawiciel Gminy Miejskiej Złotoryja). 

## Wykształcenie
W Jaworze ukończył szkołę podstawową i liceum ogólnokształcące. Po maturze studiował w Wyższej Szkole Oficerskiej Wojsk Inżynieryjnych we Wrocławiu, lecz ze względów osobistych ze studiów zrezygnował. Jest absolwentem Akademii Ekonomicznej imienia Oskara Langego we Wrocławiu, którą ukończył uzyskaniem tytułu magistra ekonomii. Ukończył także studia doktoranckie w zakresie zarządzania.

## Kariera samorządowa
W 1998 bez powodzenia startował do Rady Miejskiej w Złotoryi, zdobywając w drugim okręgu 48 głosów (4,20% głosów oddanych w okręgu) z Komitetu Wyborczego Wyborców Starszyzna Krajowa Polskiego Bractwa Kopaczy Złota.  
W 2002 roku reprezentując Komitet Wyborczy Wyborców Wspólnota Samorządowa Ziemi Złotoryjskiej wygrał szesnastoma głosami w II turze wyborów burmistrzowskich z Adamem Zdaniukiem (50% głosów). Podczas kampanii wyborczej podkreślał, że „jest złotoryjaninem z wyboru”.   
Cztery lata później uzyskał reelekcję w I turze (53% głosów). W trakcie tej kadencji miasto Złotoryja uzyskało Dolnośląski Klucz Sukcesu w kategorii „najbardziej gospodarna gmina miejska i wiejsko-miejska” za rok 2008.
W 2010 roku wygrał w II turze z Krzysztofem Maciejakiem (59% głosów). Podczas kadencji 2010–2014 stał się najdłużej urzędującym gospodarzem w powojennej historii miasta Złotoryja, wyprzedzając Władysława Sinka (przewodniczącego PMRN w latach 1958–1969).

## Kontrowersje
- w sierpniu 2002 roku przebywając na zwolnieniu lekarskim Ireneusz Żurawski wyjechał do Japonii na Mistrzostwa Świata w Płukaniu Złota. Tam wziął udział w zawodach podszywając się pod inną osobę (Tomasza Janika z Poznania). Sprawa skończyła się na sądowym procesie, po którym Żurawski musiał zwrócić ZUS-owi 6 tysięcy złotych nieprawnie pobranego zasiłku chorobowego[10].
- W wyborach samorządowych w 2014 roku Ireneusz Żurawski w przegrał w II turze wyborów z Robertem Pawłowskim, prawdopodobnie na skutek skandalu związanego z kupowaniem głosów. Organizatorem procederu kupowania głosów był złotoryjski przedsiębiorca, któremu wcześniej burmistrz Ireneusz Żurawski umorzył 66.996,80 zł odsetek od podatku od nieruchomości oraz 44.852,10 zł odsetek od podatku od środków transportu za rok 2011[11]. W sprawie zatrzymano 5 osób, wszyscy przyznali się do zarzucanych im czynów i w późniejszym czasie zostali skazani na kary pozbawienia wolności w zawieszeniu[12][13][14][15].

## Życie prywatne
Od 1986 roku jest żonaty. Ma dwójkę dzieci.